# The Esthetik of Destruction
The Esthetik of Destruction - debiutancki album angielskiego zespołu Kling Klang.

## Lista utworów
1. Heavydale
2. Superposition 1
3. Flying Hotel
4. Vander
5. Scanner
6. Apex
7. Rocker
8. Tesla's Future War
9. Nexus
10. Red Cuffs
11. Radio Hotel
12. Untitled@33rpm
13. Superposition 2
14. Radium
15. H'vydale